# Jean Coquelin
Jean Coquelin, född 1 december 1865, död 1 oktober 1944, var en fransk skådespelare. Han var son till skådespelaren Benoît-Constant Coquelin.
Coquelin var populär som skådespelare i lättsammare rolltolkningar. Under perioder var han även ledare för Théâtre de la Porte-Saint-Martin och Théâtre de l'Ambigu-Comique i Paris.